# King Gizzard & the Lizard Wizard
King Gizzard & the Lizard Wizard es un grupo australiano de rock psicodélico formado en Melbourne en el año 2010. La banda está formada por Stu Mackenzie (voz, guitarra, bajo, teclados, flauta, sitar), Ambrose Kenny-Smith (voz, armónica, teclados), Cook Craig (guitarra, bajo, teclados, voz), Joey Walker (guitarra, bajo, teclados, voz), Lucas Harwood (bajo, teclados) y Michael Cavanagh (batería, percusión). Son conocidos por explorar múltiples géneros, montar enérgicos conciertos y contar con una discografía prolífica, y han publicado 25 álbumes de estudio, 7 álbumes en vivo, 2 recopilaciones y 2 EP.
Su primer álbum, 12 Bar Bruise, fue lanzado en 2012 y el segundo, Eyes Like The Sky, en 2013. En estos primeros discos mezclaron géneros tales como el surf rock, el garage rock y el rock psicodélico para desarrollar el sonido característico de la agrupación. Además, sirvieron como debut para su discográfica independiente, Flightless Records, fundada por Eric Moore. Los siguientes cinco álbumes fueron lanzados entre 2013 y 2016, expandiendo su sonido hacia el rock progresivo, heavy metal la música folk e incluso el soul.
En 2017, la banda cumplió la promesa de publicar cinco álbumes de estudio en un año: Flying Microtonal Banana, un experimento de microtonalidad, en febrero; la "epopeya de ciencia ficción" de tres capítulos Murder of the Universe, en junio; Sketches of Brunswick East, una colaboración de jazz improvisado con Mild High Club, en agosto; Polygondwanaland, en noviembre; y Gumboot Soup, en diciembre. Los álbumes de 2019 Fishing for Fishies e Infest the Rats' Nest vieron a la banda incorporar el boogie rock y el thrash metal a su sonido, respectivamente.
A lo largo de 2020, la banda lanzó varios álbumes en vivo, una película de concierto, Chunky Shrapnel, una doble compilación de demos, K.G., su decimosexto álbum de estudio y una compilación de los primeros sencillos y todos los temas del EP Anglesea llamado Teenage Gizzard. En agosto, Eric Moore (segundo baterista y mánager del grupo) dejó la banda para concentrarse en la dirección de su sello discográfico. En 2021, la banda publicó L.W., su tercer álbum microtonal. El 10 de mayo, la banda anunció a través de su cuenta de Instagram y de Twitter su nuevo proyecto musical, Butterfly 3000, que fue lanzado el 11 de junio.

## Historia

### Formación, primeros lanzamientos y12 Bar Bruise(2010-2012)

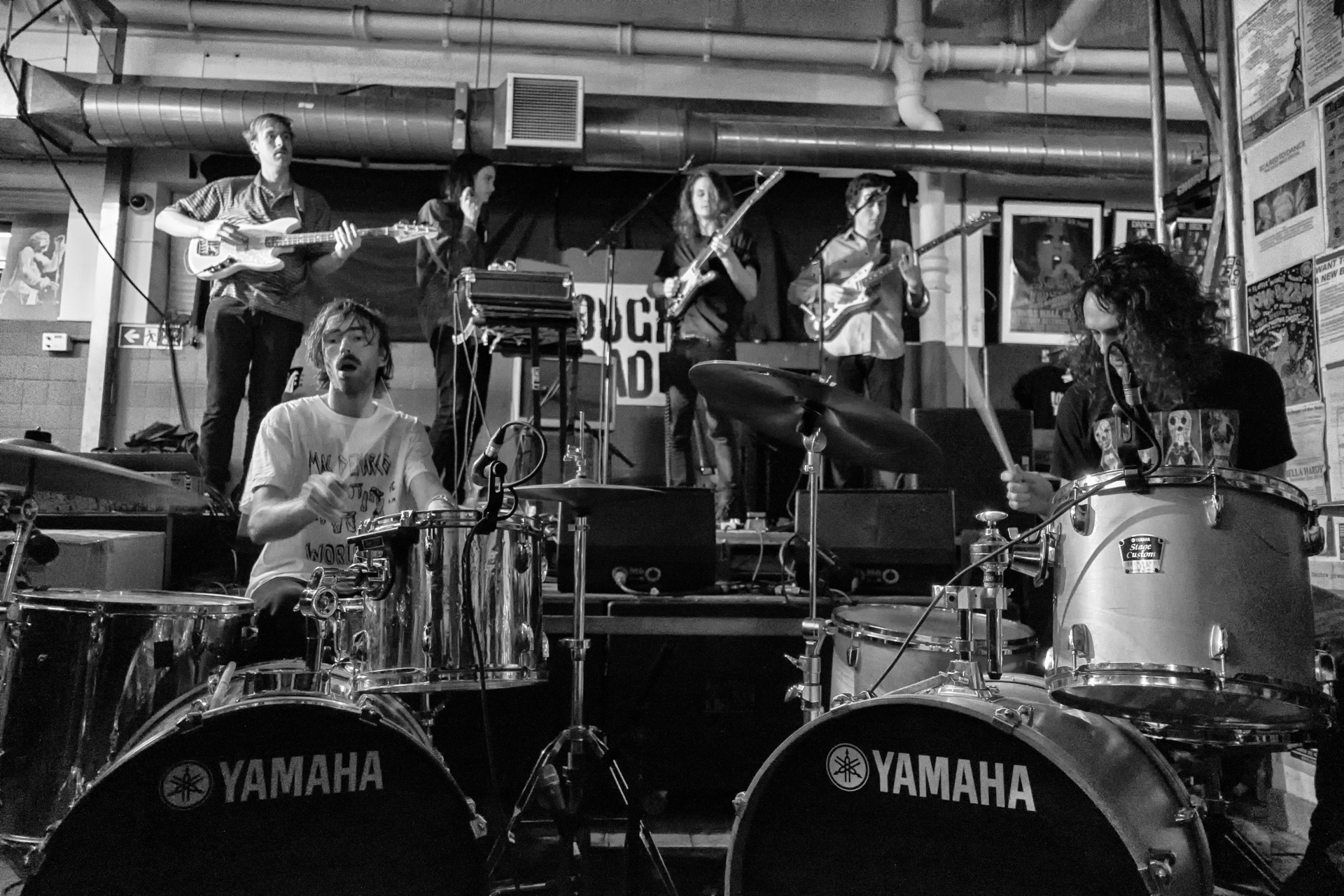
De izquierda a derecha, Cook Craig, Eric Moore, Ambrose Kenny-Smith, Stu Mackenzie, Joey Walker, Michael Cavanagh

Todos los integrantes del grupo eran vecinos de la zona de Deniliquin, Melbourne y Geelong que habían crecido juntos como compañeros de clase. Empezaron como amigos que se reunían para sesiones de improvisación musical hasta que fueron invitados a tocar en conciertos por otros amigos mutuos. El nombre del grupo se creó "en el último momento", según ellos Stu quería nombrar el grupo "Gizzard Gizzard" mientras que otro miembro quería utilizar el nombre "Lizard King", por el que se había conocido a Jim Morrison, terminando por la creación del nombre actual "King Gizzard and the Lizard Wizard". El artista de Melbourne Jason Galea ha creado todo el arte del álbum de la banda y la mayoría de sus vídeos musicales.
Los primeros lanzamientos de la banda fueron los sencillos: "Sleep"/"Summer" y "Hey There"/"Ants & Bats", lanzados de forma independiente en 2010. El siguiente lanzamiento de la banda, Anglesea de 2011, fue un EP de cuatro pistas en CD. Lleva el nombre de Anglesea, la ciudad costera donde Mackenzie creció. Estos primeros lanzamientos no estuvieron disponibles digitalmente hasta la inclusión de sus temas en la compilación Teenage Gizzard en 2020. Fue seguido del EP Willoughby's Beach, a finales del mismo año. En diciembre de 2011 hicieron su debut en el Meredith Music Festival.
Su primer álbum, 12 Bar Bruise fue lanzado el 7 de septiembre de 2012.  El álbum de garage rock, de 12 pistas, fue grabado independientemente, y en varios temas se utilizaron métodos de grabación poco convencionales. Por ejemplo, las voces de la canción que da título al álbum se grabaron con cuatro iPhone colocados alrededor de una habitación mientras Mackenzie cantaba en uno de ellos.

### Eyes Like the Sky,Float Along – Fill Your LungsYI'm in Your Mind Fuzz(2013-2014)
Su segundo álbum fue lanzado en febrero de 2013. Eyes Like the Sky fue descrito como un audiolibro de culto al western, siendo un álbum narrado por Broderick Smith. Cuenta una historia de forajidos, niños soldados, indios nativos americanos y tiroteos, situada en el viejo oeste. Smith y Mackenzie escribieron el álbum, siendo las declaraciones de Mackenzie sobre sus influencias "Amo las películas del Oeste. Amo los tipos malos y amo Red Dead Redemption. Oh, y amo las guitarras malvadas". Stu también comentó, en su Reddit AMA de 2020, que fue escrito en modo de respuesta a ser encasillado en sus previos lanzamientos, una reacción que lo irrita hasta el día de hoy.
El tercer álbum, Float Along - Fill Your Lungs, fue lanzado el 27 de septiembre de 2013. King Gizzard pasó del garage rock a un sonido folk y psicodélico más suave en este álbum de ocho canciones. En este álbum también empezó a tocar la batería Eric Moore, después de haber tocado anteriormente el theremin y los teclados.
A Float Along - Fill Your Lungs le siguió Oddments el 7 de marzo de 2014. En el transcurso de este álbum de 12 pistas, la banda adopta un enfoque más melódico, y las voces de Mackenzie son más prominentes.
El quinto álbum de larga duración de la banda, I'm in Your Mind Fuzz, fue lanzado el 31 de octubre de 2014. El álbum de 10 pistas tiene elementos de fantasía oscura y líricamente ahonda en el concepto de control mental. Esta fue la primera vez que la banda adoptó un enfoque "tradicional" para escribir y grabar un álbum; las canciones fueron escritas, la banda ensayó junta, y grabaron las canciones "como una banda" en el estudio. Pitchfork describió el álbum como "abriendo con un sprint" y terminando "con algunos de sus mejores slow jams. " En 2019, I'm In Your Mind Fuzz llegó al n.º 6 en la lista de Happy Mag de "Los 25 mejores álbumes de rock psicodélico de la década de 2010".

### Quarters!,Paper Mâché Dream Balloon,Nonagon Infinity yGizzfest (2015-2016)

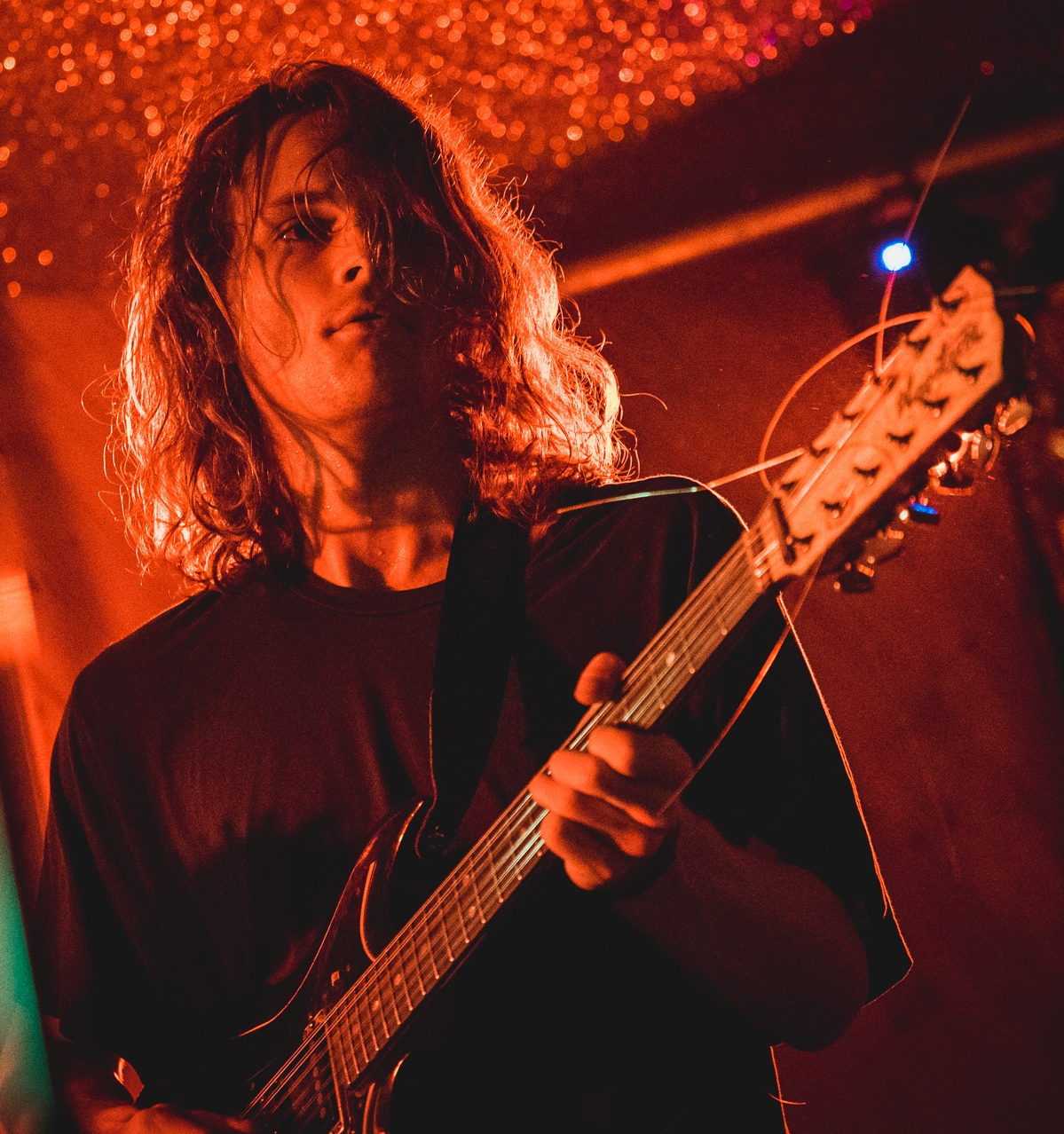
Stu Mackenzie en 2016

Quarters!, el sexto álbum de King Gizzard, fue lanzado el 1 de mayo de 2015. El álbum está compuesto por cuatro canciones, cada una de diez minutos y diez segundos, haciendo que cada canción sea una cuarta parte del álbum. Basándose en el jazz-fusion y el acid rock, el sonido más relajado del álbum fue descrito como "diferente a todo lo que han lanzado antes" y como "un álbum para cabecear y sacudir las caderas en lugar de perder el calzado en un violento mosh".
Más adelante, el 13 de noviembre de 2015, la banda lanzó su séptimo álbum de larga duración, Paper Mâché Dream Balloon. Este "álbum conceptual sin concepto" cuenta solo con instrumentos acústicos y fue grabado en la granja de los padres de Mackenzie en la zona rural de Victoria.  El álbum cuenta con "una colección de canciones cortas no relacionadas" descritas como "psicodelia melosa, defuzzed". La banda lanzó un video musical para la canción "Trapdoor". Fue el primer álbum de la banda que se editó en Estados Unidos a través de ATO Records.
En 2015, la banda organizó el Gizzfest en Melbourne, un festival de música de dos días que desde entonces se celebra anualmente y recorre Australia, presentando actos locales e internacionales.
El octavo álbum de larga duración de la banda, Nonagon Infinity, fue lanzado en todo el mundo el 29 de abril de 2016. Descrito por Mackenzie como un "álbum interminable", cuenta con nueve canciones conectadas por temas musicales que fluyen "a la perfección" entre sí con la última pista "enlazando directamente con la parte superior del primer tema, como una banda de Möbius sónica". El 8 de marzo la banda publicó un vídeo para el primer sencillo, "Gamma Knife". Contenía un riff de la canción "People Vultures" que se estrenó el 4 de abril con un vídeo musical estrenado el 6 de mayo. El álbum recibió grandes elogios de la crítica, con Stuart Berman de Pitchfork escribiendo que "produce un rock 'n' roll de los más escandalosos y estimulantes en los últimos tiempos." El álbum también recibió críticas elogiosas de otros numerosos editores, Maddy Brown lo describió como "un sonido intensamente llamativo y feroz que hace que la sangre fluya y el corazón se acelere", mientras que Larry Bartleet escribió que "Si quisieras, podrías escucharlo para siempre en una melodía ininterrumpida." La banda obtuvo su primer Premio ARIA cuando Nonagon Infinity ganó el Premio ARIA al Mejor Álbum de Hard Rock o Heavy Metal de 2016.

### Cinco discos en un año (2017)
La serie de álbumes de 2017 comenzó con Flying Microtonal Banana, la primera incursión de King Gizzard en la música microtonal. Utilizaron instrumentos especiales que podían tocar los cuartos de tono entre los tonos y los semitonos, lo que les permitía acceder a una gama de sonidos más amplia. Se concibió originalmente como un disco para ser tocado en la baglama turca (un instrumento de cuerda con trastes móviles). Fue grabado en el propio estudio de la banda y se lanzó el 24 de febrero de 2017. Flying Microtonal Banana ha sido descrito como "una toma elevada de la música microtonal". Se publicaron tres temas de adelanto: "Rattlesnake", el primer tema, en octubre de 2016; "Nuclear Fusion" en diciembre de 2016; y "Sleep Drifter" en enero de 2017. La banda lanzó un video musical para "Rattlesnake", dirigido por Jason Galea, el cual Luke Saunders de Happy Mag describió como "una clase magistral de hipnotismo"."
Otro álbum de larga duración, Murder of the Universe, fue lanzado el 23 de junio de 2017. Descrito por la banda como un "álbum conceptual para acabar con todos los conceptos", está dividido en 3 capítulos: The Tale of the Altered Beast; The Lord of Lightning vs Balrog; publicado el 30 de mayo de 2017; y Han-Tyumi and the Murder of the Universe publicado el 11 de abril de 2017. The Spill Magazine explicó que el álbum "describe la perdición inminente del mundo en un estilo de fantasía oscura" Está narrado por Leah Senior en los dos primeros capítulos, y un programa de texto a voz en el capítulo final. La banda debutó en televisión internacional el 17 de abril de 2017 interpretando "The Lord of Lightning" en Conan en TBS en Estados Unidos.

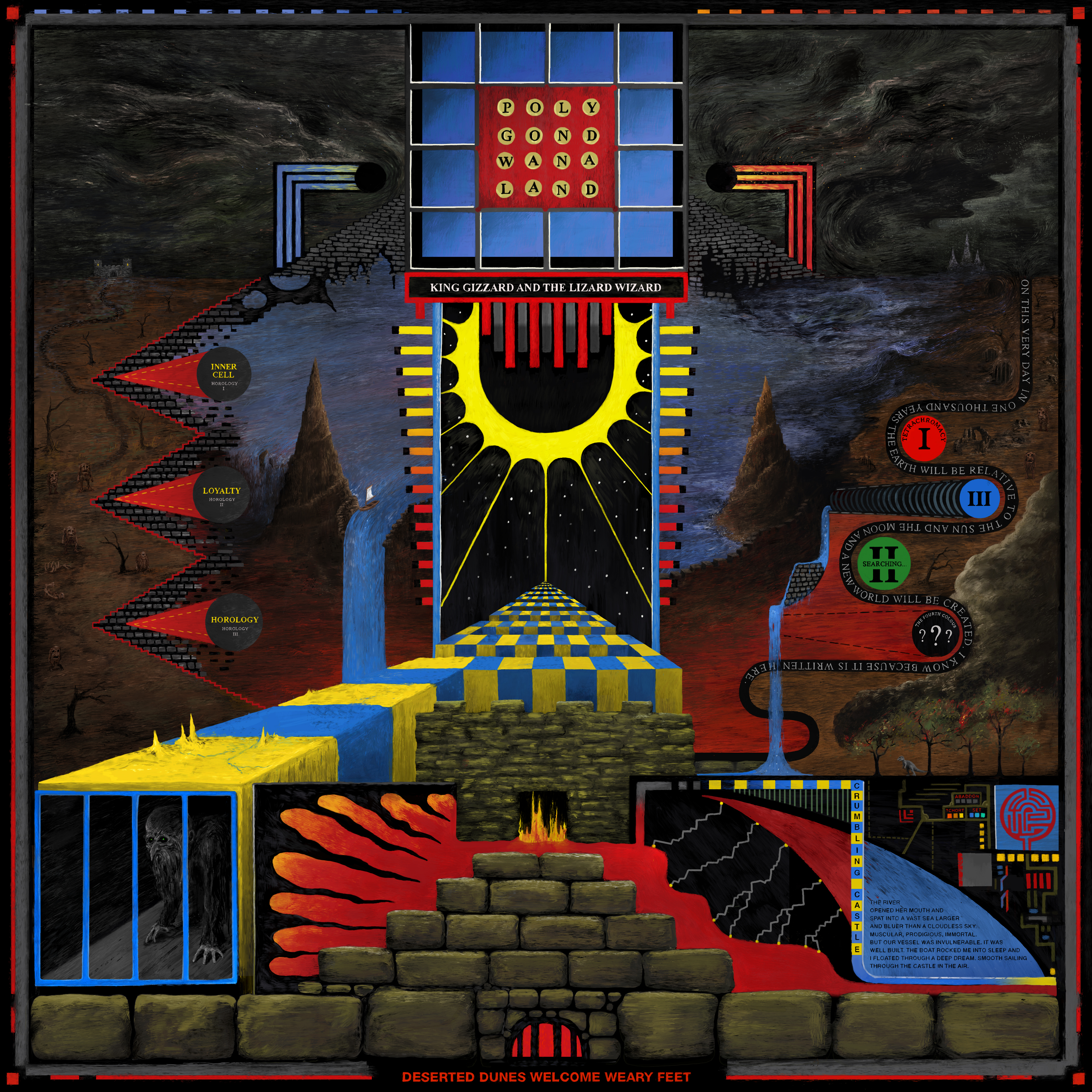
Polygondwanaland, el cuarto de los cinco álbumes de la banda de 2017, se lanzó al dominio público, lo que inspiró a muchos sellos independientes de todo el mundo a publicar sus propias versiones.

El siguiente álbum de larga duración de King Gizzard, Sketches of Brunswick East, una colaboración con el proyecto de jazz psicodélico de Alex Brettin, Mild High Club, se publicó el 18 de agosto de 2017. Inspirándose en el álbum de Miles Davis de 1960 Sketches of Spain, así como en el lugar de grabación base de la banda, Brunswick East en Melbourne, es un álbum de jazz-improvisación. Mackenzie describió el disco como "una representación de los grandes cambios que se están produciendo en el mundo, y (éste es) nuestro intento de encontrar la belleza en un lugar en el que pasamos mucho tiempo", refiriéndose a los constantes cambios en su barrio.
El cuarto de los cinco álbumes de la banda de 2017, fue lanzado al dominio público, inspirando a muchos sellos independientes de todo el mundo a emitir versiones únicas del mismo. El duodécimo álbum de estudio de King Gizzard, Polygondwanaland, se publicó como descarga gratuita el 17 de noviembre de 2017. La banda animó a los fanes y a los sellos discográficos independientes a crear sus propias prensas del álbum, declarando que "Polygondwanaland es GRATIS. Gratis como en gratis. Gratis para descargar y, si lo deseas, libre para hacer copias. Hacer cintas, hacer CDs, hacer discos... ¿Alguna vez has querido crear tu propio sello discográfico? Atrévete a hacerlo. Emplea a tus compañeros, imprime cera, empaqueta cajas. Este disco no es nuestro. Tú lo eres. Salgan, compártanlo, disfrútenlo." El álbum se promocionó con el lanzamiento del primer tema, "Crumbling Castle", el 18 de octubre de 2017. La pista recibió mejores críticas que sus lanzamientos anteriores del año, con The Needle Drop describiéndola como "una de las pistas más épicas, multifacéticas y místicas que la banda ha entregado hasta ahora." Un vídeo musical creado por Jason Galea acompañó su lanzamiento en YouTube. Hasta febrero de 2021, se habían registrado 288 versiones diferentes del álbum en la base de datos de música física Discogs, y ha sido calificado como "el lanzamiento definitivo en vinilo".
Mackenzie confirmó a principios de diciembre que el quinto y último álbum de 2017 llegaría "muy, muy tarde en el año". Dos singles fueron lanzados digitalmente menos de una semana después: "All Is Known", que había sido interpretado previamente en directo; y "Beginner's Luck", una canción completamente nueva. A estos singles les siguieron otros dos, "The Last Oasis" y "Greenhouse Heat Death", ambos lanzados el día 20. El 30 de diciembre, la banda publicó en Facebook que Gumboot Soup, su quinto y último álbum del año, se publicaría al día siguiente. Mackenzie explicó en una entrevista que las canciones de Gumboot Soup no son "definitivamente lados B ni nada parecido. Son más bien canciones que no funcionaron en ninguno de los otros cuatro discos, o que no encajaban tan bien en ninguna de esas categorías, o que surgieron un poco después de cuando esos discos se juntaron”.
En diciembre, Consequence of Sound nombró a King Gizzard Banda del Año, alabando tanto la cantidad como la calidad de sus lanzamientos de 2017.

### Reediciones,Fishing for FishieseInfest the Rats' Nest(2018-2019)
A lo largo de 2018, King Gizzard continuó realizando shows en vivo, pero no lanzó ningún material nuevo. En su lugar, reeditaron cinco discos antiguos, el EP Willoughby's Beach (2011), 12 Bar Bruise (2012), Eyes Like the Sky (2013), Float Along - Fill Your Lungs (2013) y Oddments (2014), en CD y vinilo. También publicaron una edición oficial de Polygondwanaland de 2017.
El 21 de enero de 2019, la banda anunció en su página de Instagram que se estaba preparando nueva música, con una imagen en un estudio de Gareth Liddiard (The Drones, Tropical Fuck Storm) haciendo un gesto mientras los miembros de King Gizzard tocan de fondo, lo que llevó a algunas especulaciones sobre la posible participación de Liddiard en el nuevo material de la banda. El 1 de febrero, la banda sacó un vídeo musical para su nuevo sencillo "Cyboogie" y lanzó la canción como un sencillo de 7 pulgadas respaldado por "Acarine". Una semana después, anunciaron otra gira por Norteamérica y un show en el Alexandra Palace de Londres que prometieron que contaría con "un nuevo set, nuevas canciones y una experiencia visual totalmente nueva", y que describieron como el más grande de su historia.
A principios de marzo, se filtraron en tiendas de internet los detalles del decimocuarto álbum de la banda, Fishing for Fishies. Se filtraron el título del álbum, la portada y el listado de canciones, así como adelantos de 60 segundos y la canción principal completa, y la fecha de lanzamiento del 26 de abril. Posteriormente, la banda confirmó esta filtración el 11 de marzo anunciando oficialmente el álbum a través de sus cuentas de Facebook e Instagram con la misma fecha de lanzamiento el 26 de abril de 2019. Un día después, la banda lanzó oficialmente y subió a YouTube un video musical para la pista del título. Ese mismo mes, la banda lanzó otro sencillo del álbum, "Boogieman Sam", y el 24 de abril, dos días antes del lanzamiento del álbum, la banda lanzó un último sencillo, "The Bird Song". Dos días después, se lanzó Fishing for Fishies.
El 9 de abril, la banda lanzó un video musical para una nueva canción, "Planet B", una canción de thrash metal relacionada con el medio ambiente y un notable alejamiento de los sonidos más suaves de Fishing for Fishies. Como esta canción no figuraba en el listado de canciones de Fishing for Fishies, llevó a los fanes a especular que se trataba de una selección de un segundo álbum que se publicaría en 2019 antes de la confirmación posterior de Mackenzie.
Durante un Reddit AMA el 30 de abril, Mackenzie confirmó que el próximo álbum de King Gizzard se estaba haciendo e incluiría "Planet B", pero la banda no había decidido si saldría o no en 2019. Inicialmente se creyó que el álbum se titulaba Auto-Cremate debido a la ambigua respuesta de la banda a una pregunta sobre el uso del título como su nombre de usuario en el AMA, pero luego se confirmó que se titulaba Infest the Rats' Nest. Mackenzie también dijo que la banda planeaba lanzar una secuela de Eyes Like the Sky con una nueva historia escrita por Broderick Smith y que su festival Gizzfest se celebraría fuera de Australia por primera vez en 2019.
Casi un mes después, el 29 de mayo, una semana después de un teaser en las redes sociales, la banda estrenó el vídeo musical de una nueva canción, "Self-Immolate", que incorpora un estilo thrash metal similar a "Planet B". El 18 de junio, la banda publicó un adelanto en las redes sociales que confirmaba el título de su nuevo álbum como Infest the Rats' Nest, que fue anunciado oficialmente tres días después con una fecha de lanzamiento del 16 de agosto.
El 25 de junio, lanzaron el sencillo "Organ Farmer". El vídeo musical incluía a los fanes como extras. Posteriormente, el 16 de agosto de 2019, lanzaron Infest the Rats' Nest. En los ARIA Music Awards de 2019, Infest the Rats' Nest fue nominado al ARIA Award for Best Hard Rock or Heavy Metal Álbum.
El 12 de noviembre, la banda anunció dos shows en vivo de 3 horas para 2020 cuyo set list contendría elementos de toda su discografía, el primero de los cuales se realizaría el 18 de abril en el Greek Theatre de Berkeley, California. El segundo espectáculo maratoniano se realizaría el 6 de mayo en el Red Rocks Amphitheatre de Colorado. Sin embargo, la banda se apresuró a anunciar el 22 de noviembre que otro maratón se realizaría en Red Rocks el 5 de mayo, una decisión tomada poco después de que las entradas para el espectáculo de Red Rocks se agotaran a los cuatro días de su anuncio.

### Álbumes en vivo y compilaciones,Chunky Shrapnel,K.G.,bootlegsy la salida de Eric Moore (2020)
En enero de 2020, la banda lanzó tres álbumes en vivo como descargas en Bandcamp, comprometiéndose a donar el 100% de los ingresos a la ayuda para la temporada de incendios forestales de Australia 2019-20. Live in Adelaide ‘19 grabado en el Teatro Thebarton el 12 de julio de 2019, y Live in Paris '19, grabado en L'Olympia el 14 de octubre de 2019, salieron a la venta el 10 de enero; mientras que Live in Brussels '19, grabado en Ancienne Belgique los días 8 y 9 de octubre de 2019, salió a la venta el 15 de enero. Las ventas de los álbumes son a beneficio de Animals Australia, Wildlife Victoria y Wires Wildlife Rescue, respectivamente. 
En los primeros meses del año, el trío formado por Stu Mackenzie, Joey Walker y Michael Cavanagh, que compuso y grabó el material del último álbum de King Gizzard, Infest the Rats' Nest, se unió a su anterior colaboradora Leah Senior y a otras personas para crear una nueva banda sonora para la clásica película de terror Suspiria de Darío Argento, con la banda sonora anterior creada por él mismo con la banda de rock progresivo, Goblin. Más tarde, el 18 de abril, en una entrevista, Stu Mackenzie reveló que la banda sonora se publicaría bajo el nombre de "Professor of the Occult". 
A raíz de la pandemia de COVID-19, la banda pospuso sus espectáculos maratónicos en el Greek Theatre y el Red Rocks para más adelante en el año. La banda también había grabó una película, titulada Chunky Shrapnel a partir de la letra de la canción "Murder of the Universe", del álbum homónimo; sin embargo,  debido al brote de coronavirus, se pospuso el estreno. La película fue dirigida por John Angus Stewart, quien también dirigió los vídeos musicales de los singles de Infest the Rat's Nest, y fue grabada durante la gira europea de 2019. La banda decidió transmitir la película en directo durante 24 horas, desde el 17 de abril. También se lanzaría un álbum doble en vivo de la película del concierto con pedidos anticipados físicos a partir del 10 de abril y disponible en streaming el 24 de abril. La banda puso a la venta tres ediciones limitadas diferentes de Chunky Shrapnel para su reserva. Una de las ediciones, la edición en cera "Copper Nitrate", se agotó en el sitio web de Flightless a los tres minutos de su publicación. El resto se agotó en una hora.
Después de dar a conocer un fragmento de una nueva canción, se publicó el vídeo musical de "Honey", que incorpora un sonido microtonal acústico y temas centrados en la pandemia de COVID-19.
El 21 de julio, Aaron Grech de mxdwn.com publicó un artículo sobre los próximos eventos de la banda. Debido a la pandemia de COVID-19, la banda pospuso los shows del maratón y la gira norteamericana por segunda vez, siendo las nuevas fechas para octubre de 2021. Un comunicado que recibió de la banda confirmó las nuevas fechas de la gira y que la se lanzarían algunos álbumes nuevos antes de ella.
El 12 de agosto, la banda publicó un comunicado en Instagram con las palabras "Midnight Thursday", junto a una imagen con un texto ardiente con las palabras "SOME OF US", insinuando una nueva canción el día 13. El vídeo musical de "Some of Us" debutó en YouTube al día siguiente, continuando los temas de la pandemia de COVID-19 de "Honey", pero con un toque más pesado que la melodía acústica anterior. Tras el lanzamiento, varias fuentes mencionaron una declaración de la banda en la que afirmaban que "han hecho montones de melodías últimamente".

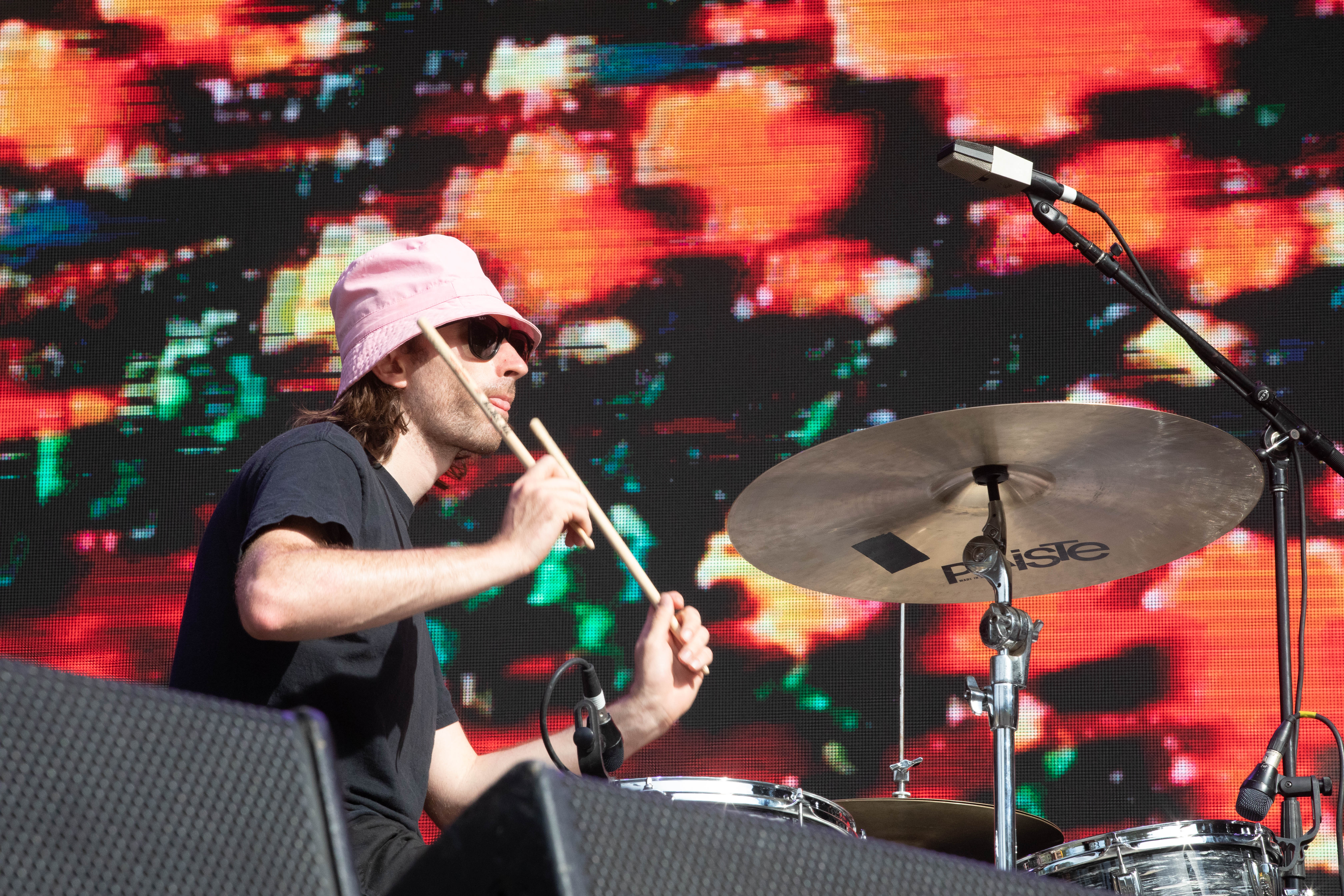
Moore dejó la banda en 2020 para centrarse en dirigir Flightless

El 25 de agosto, Eric Moore anunció vía Instagram su salida de la banda tanto como miembro activo como mánager de la misma sin citar ningún motivo directo, afirmando que estaba "profundamente entristecido por la decisión" y que "no se arrepiente de nada". La banda detalló, también a través de Instagram, que se alejaba de la banda "para centrarse únicamente en Flightless Records".
El 28 de agosto, la banda, a través del primer boletín de noticias Gizzymail, confirmó que un álbum sería lanzado en 2020, aludió a la posibilidad de otro álbum en vivo en 2020, y anunció su intención de lanzar al menos tres álbumes de estudio en 2021.
El 15 de septiembre, la banda lanzó su tercer sencillo para el próximo álbum, "Straws In The Wind". Al igual que "Honey", era otra canción acústica microtonal con temas líricos sobre la pandemia de COVID-19. La canción hace una transición directa al sencillo anterior "Some of Us".
El 2 de octubre, la banda lanzó dos álbumes a través de Bandcamp. El primero, Demos Vol. 1 + Vol. 2, incluye 28 demos de canciones que abarcan toda la carrera de la banda. Este incluía canciones más antiguas como "Footy Footy" de 12 Bar Bruise, junto a "Straws in the Wind", que salió solo un mes antes. Posteriormente lanzaron otro álbum en vivo, Live in Asheville '19, grabado en New Belgium Brewing Company el 1 de septiembre de 2019.
El 20 de octubre, la banda anunció su decimosexto álbum de estudio K.G. y de otro álbum en vivo, Live in San Francisco '16', con ambos discos publicados el 20 de noviembre. Se anunció que habría versiones de edición limitada de los discos. Junto a esto, la banda lanzó el cuarto single de K.G., "Automation". Este sencillo se publicó de forma gratuita en su página web de forma similar a su álbum de 2017 Polygondwanaland. Además de los archivos de audio en bruto para la canción en su conjunto, la banda también incluyó los archivos para los canales de audio separados dentro de la canción, como la voz, el violín, el clarinete y la flauta. También publicaron los archivos de vídeo para el videoclip de la canción, del que la banda afirma: "Si quieres crear tu propio vídeo musical para Automation, te hemos proporcionado los archivos de vídeo sin procesar para hacerlo". Todos estos archivos requieren la instalación de un cliente torrent en el dispositivo del usuario. Desde el lanzamiento de "Automation", ha habido muchos remixes y vídeos musicales editados por los fans y publicados en sitios como Reddit y YouTube.
El 10 de diciembre, la banda lanzó un nuevo sencillo llamado "If Not Now, Then When?", continuando con el estilo microtonal y electrónico de K.G.. Algunos fanes han señalado que el nuevo sencillo continúa donde lo dejó "The Hungry Wolf of Fate", el último tema de K.G., y la banda, en un comunicado de prensa, dijo que era parte de un panorama musical más amplio. Dr. D. Foothead, un director de animación para programas de Adult Swim que había dirigido anteriormente vídeos musicales animados para otras bandas de rock como Osees y Melody's Echo Chamber, dijo en una entrevista con Live For Live Music que "la canción me hizo considerar cómo la acción o inacción individual afecta al mundo" y plasmó esos sentimientos en el vídeo musical. Además, en una entrevista con NME, Joey Walker dijo que 2021 sería un gran año de salida con algo de su música más divisiva hasta el momento, afirmando "Una parte de mí piensa que esto es lo mejor que hemos hecho. Y la otra que es lo peor". También habló de hacer una secuela de Chunky Shrapnel.
El 24 de diciembre, o "Gizzmas", la banda lanzó dos nuevos bootlegs. Teenage Gizzard, una recopilación de canciones de los primeros años que incluía los primeros singles no pertenecientes al álbum, los temas de Anglesea y un par de temas menos conocidos. El otro, Live in London '19 es otra actuación durante la gira europea de 2019, grabada el 5 de octubre. Con el lanzamiento de estos álbumes, la banda lanzó el programa bootlegger, en el que los fanes y los sellos indie pueden crear lo que quieran con los materiales proporcionados, incluyendo los álbumes en vivo publicados en Bandcamp, las recopilaciones de demos y canciones antiguas y el álbum gratuito, Polygondwanaland. Si los fanes desean vender alguno de los álbumes en directo o Teenage Gizzard, deben ponerse en contacto con la banda a través de un correo electrónico proporcionado para que la banda pueda vender algunas copias en su sitio de merchandising, Gizzverse. La banda también había confirmado que no lanzaría un álbum navideño.
En 2020, King Gizzard & The Lizard Wizard aparecieron en el número 47 de la edición de Rolling Stone Australia de los "50 mejores artistas australianos de todos los tiempos".

### L.W., Butterfly 3000y futuros proyectos (2021)
Las noticias sobre el decimoséptimo álbum de estudio, L.W., se descubrieron en el sitio web de la tienda de música Elusive Disc. La información incluía la lista de canciones, los nombres y los números, así como la fecha de lanzamiento, el 26 de febrero. El álbum es una secuela directa del álbum anterior K.G. y la tercera entrega de la serie "Explorations into Microtonal Tuning".
El 28 de enero, la banda lanzó el segundo sencillo de su próximo álbum llamado "O.N.E." Los temas de la pista continúan los de "If Not Now, Then When?", el ecologismo y la inacción de la raza humana para salvar el mundo. En varios artículos publicados ese día aparecía una declaración oficial de Stu Mackenzie en la que decía: "El nuevo álbum de King Gizzard (ya saben cómo se llama) definitivamente no saldrá en febrero".
Se descubrió un contador de cuenta atrás en la página web de la banda, que llegaría a cero el 25 de febrero a las 7:00 AM (CST). El 18 de febrero, la página de la cuenta atrás cambió revelando la portada del álbum y la lista de canciones de L.W.. Esta información también fue revelada en su página de iTunes, excepto por una fecha de lanzamiento diferente, el 27 de febrero. Se presume que la declaración oficial de Stu sólo se dijo porque Elusive Disc estropeó la sorpresa.
El tercer sencillo y vídeo musical de L.W., "Pleura", se publicó el mismo día que se reveló el álbum. El vídeo musical presentaba a la banda interpretando la canción en directo, y fue grabado, mezclado y producido el día antes de su lanzamiento.
El 22 de febrero, la banda lanzó un tráiler del próximo L.W., que mostraba un fragmento de la canción K.G.L.W.. Al final se mostraba otra fecha de lanzamiento diferente, esta vez el 26 de febrero (la misma que la de Elusive Disc).
El 25 de febrero, la banda lanzó L.W. cuando el temporizador de la cuenta atrás se agotó. Esto reveló que las otras dos fechas de lanzamiento eran falsas. Su sitio web volvió a cambiar revelando una declaración que decía: "Un dólar de cada descarga de L.W. será donado a Greenfleet, que planta bosques nativos biodiversos en Australia y Nueva Zelanda". 
Con el fin de la pandemia en Australia, la banda tocó varios shows en el área de Melbourne para promocionar temas tanto de K.G. como de L.W..
Más tarde, el 19 de marzo, la banda publicó uno de sus conciertos de su reciente gira como otro bootleg, así como en forma de vídeo en YouTube, llamado Live in Melbourne '21. La banda también lanzó su 13º Gizzymail coincidiendo con el lanzamiento de Live in Melbourne '21; en el correo había una declaración que decía: "Nos hemos divertido mucho haciendo nuevas cosas en el estudio. No podemos esperar a compartir nueva música con ustedes". Esto sugiere que la banda está preparando un nuevo álbum.
El 10 de mayo, a través de sus redes sociales, la banda anunció Butterfly 3000. Para este nuevo disco la banda ha optado por prescindir de un sencillo de adelanto, la portada o el tracklist, revelando únicamente el número de canciones (10). La banda describió el sonido de Butterfly 3000 como “melódico + psicodélico”  y que se había grabado en torno a loops de sintetizadores modulares.
El 30 de mayo se publicó Live In Sydney ‘21 en YouTube y Bandcamp. El álbum en vivo fue grabado en el Teatro Enmore el 22 de abril.
Butterfly 3000 fue lanzado el 11 de junio a través de todas las plataformas de streaming.

## Retiro del catálogo de Spotify
El 25 de julio de 2025, la banda decidió retirar todo su catálogo de la plataforma Spotify, en rechazo a las políticas empresariales y decisiones éticas del director ejecutivo de la compañía, Daniel Ek. La medida se enmarcó en una crítica pública hacia las inversiones de Ek en tecnología militar basada en inteligencia artificial, lo cual generó preocupación entre diversos artistas. Junto con esta decisión, la banda publicó dos nuevos volúmenes de grabaciones inéditas (vol. 7 y 8), disponibles en otras plataformas de distribución digital.

## Estilos Musicales y el “Gizzverse”
La banda ha explorado una amplia gama de géneros, incluyendo el rock psicodélico, garage rock, acid rock, rock progresivo, pop psicodélico, indie rock, neopsicodelia, y thrash metal.
Inusualmente en la música rock, a partir de 2017 con el álbum Flying Microtonal Banana, la banda ha experimentado con música microtonal utilizando guitarras construidas a medida en 24 TET afinación y varios otros instrumentos modificados a medida. Muchas de las canciones de la banda presentan compases inusuales, como 7/8 y 5/4, y frecuentes cambios de compás. Polygondwanaland también presenta polirritmias y polímetro en varias canciones.
Muchos de los lanzamientos de la banda se basan en un único concepto, aunque comparten temas líricos y presentan personajes que forman un reparto recurrente, siendo el más frecuente Han-Tyumi, un cyborg que aparece en múltiples álbumes. Sus canciones también cuentan historias de people-vultures, bushrangers y Balrogs, así como "dioses del rayo, bestias carnívoras, sabios y rebeldes ecológicos del espacio". Los miembros de r/KGATLW, un subreddit dedicado a la banda, popularizaron el término "Gizzverse" para describir la narrativa global de su discografía, sobre la que se han propagado muchas teorías. En una entrevista de 2017, Stu Mackenzie confirmó que los lanzamientos de la banda están todos conectados, diciendo: "Todos existen en este universo paralelo y pueden ser de diferentes épocas y diferentes lugares, pero todos pueden coexistir de una manera significativa". En la misma entrevista, el baterista Eric Moore bromeó que incluso antes de la formación de la banda, decidieron cómo terminará la historia.
Las letras de la banda suelen tener temas medioambientales. Los temas incluyen la contaminación, la degradación del medio ambiente y el cambio climático, particularmente en los álbumes Infest the Rats' Nest, Flying Microtonal Banana, Fishing for Fishies, K.G., y L.W.. Mackenzie ha dicho "Tenemos muchas cosas que temer... Paso mucho tiempo pensando en el futuro de la humanidad y del planeta Tierra. Naturalmente, estos pensamientos se filtran en las letras".

## Miembros de la banda
Miembros actuales
- Stu Mackenzie - voz, guitarra, flautas, teclados, sintetizador, mellotron, bajo, sitar, zurna, clarinete, saxofón.
- Ambrose Kenny Smith - armónica, teclados, sintetizador, órgano, voz, percusión, guitarra.
- Joey Walker - guitarra, teclados, sintetizados, voz, bajo, setar.
- Cook Craig - guitarra rítmica, sintetizador, voz, teclados, bajo.
- Lucas Skinner -  bajo, voz, teclados.
- Michael Cavanagh - batería, percusión.

Antiguos miembros
- Eric Moore - batería, dirección, voz, theremin, teclados, percusión (2010-2020)

Miembros colaboradores
- Jason Galea - material visual, arte, diseños
- John Angus Smith - material visual
- Broderick Smith - narración, escritura y cocreador de Eyes Like the Sky y narración en "Sam Cherry's Last Shot" para 12 Bar Bruise.
- Leah Senior - narración de los capítulos 1 y 2 de Murder of the Universe y en "The Castle in the Air" para Polygondwanaland.
- Alexander Brettin - miembro de Mild High Club, cocreador de Sketches of Brunswick East.

## Discografía
- 12 Bar Bruise (2012)
- Eyes Like the Sky (2013)
- Float Along – Fill Your Lungs (2013)
- Oddments (2014)
- I'm in Your Mind Fuzz (2014)
- Quarters! (2015)
- Paper Mâché Dream Balloon (2015)
- Nonagon Infinity (2016)
- Flying Microtonal Banana (2017)
- Murder of the Universe (2017)
- Sketches of Brunswick East (2017)
- Polygondwanaland (2017)
- Gumboot Soup (2017)
- Fishing for Fishies (2019)
- Infest the Rats' Nest (2019)
- K.G. (2020)
- L.W. (2021)
- Butterfly 3000 (2021)
- Made in Timeland (2022)
- Omnium Gatherum (2022)
- Ice, Death, Planets, Lungs, Mushrooms and Lava (2022)
- Laminated Denim (2022)
- Changes (2022)
- PetroDragonic Apocalypse; or, Dawn of Eternal Night: An Annihilation of Planet Earth and the Beginning of Merciless Damnation (2023)
- The Silver Cord (2023)
- Flight b741 (2024)
- Phantom Island (2025)